# Телалович, Семир
Семир Телалович (нем. и босн. Semir Telalović; родился 23 декабря 1999 года, Эинген, Германия) — немецко-боснийский футболист, нападающий клуба «Нюрнберг».

## Карьера

### Ранняя карьера
Семир Телалович — воспитанник «Эинген-Зюд». За клуб дебютировал в матче против «Кальцио», где забил гол. В матче против «Бройнингсвайлера» оформил дубль. 8 июня 2019 года в матче против «Хайнингена» оформил дубль и отдал две голевые передачи. Всего за клуб сыграл 67 матчей, где забил 24 мяча.
1 июля 2021 года перешёл в «Иллертиссен». Дебютный матч провёл против «Виктории (Ашаффенбург)», где забил гол. Всего за клуб сыграл 30 матчей, где забил 18 мячей.

### Боруссия (Мёнхенгладбах)
19 января 2022 года перешёл в «Боруссию (Мёнхенгладбах)». За резервную команду дебютировал в матче против «Шальке 04 II». В матче против «Юрдинген 05» оформил хет-трик; эти три мяча стали его первыми за клуб. 14 августа 2022 года в матче против «Фортуна Дюссельдорф II» оформил дубль. За «Боруссию (Мёнхенгладбах)» дебютировал 25 января 2023 года в матче против «Аугсбурга».

### Блэкберн Роверс
1 сентября 2023 года клуб из Чемпионшипа «Блэкберн Роверс» объявил о подписании с Телаловичем трёхлетнего контракта. За свою новую команду дебютировал 16 сентября в матче против «Мидлсбро» на «Ивуд Парк», завершившимся со счётом 2:1 в пользу «Блэкберна». Телалович заменил на 59-й минуте Сэма Галлахера.

### Ульм 1846
10 июля 2024 года Телалович стал игроком Ульм 1846.

### Нюрнберг
В новом сезоне 2025/26, Телалович перешёл в ФК «Нюрнберг» из одноимённого города.